# Sarinda ruficeps
Sarinda ruficeps là một loài nhện trong họ Salticidae.
Loài này thuộc chi Sarinda. Sarinda ruficeps được Eugène Simon miêu tả năm 1901.